# ديفيد بيتش
ديفيد بيتش (بالإنجليزية: David Beach)‏ هو مؤرخ زيمبابوي، ولد في 28 يونيو 1943، وتوفي في 15 فبراير 1999.